# Xã Oshawa, Quận Nicollet, Minnesota
Xã Oshawa (tiếng Anh: Oshawa Township) là một xã thuộc quận Nicollet, tiểu bang Minnesota, Hoa Kỳ. Năm 2010, dân số của xã này là 502 người.